# Hp49g+

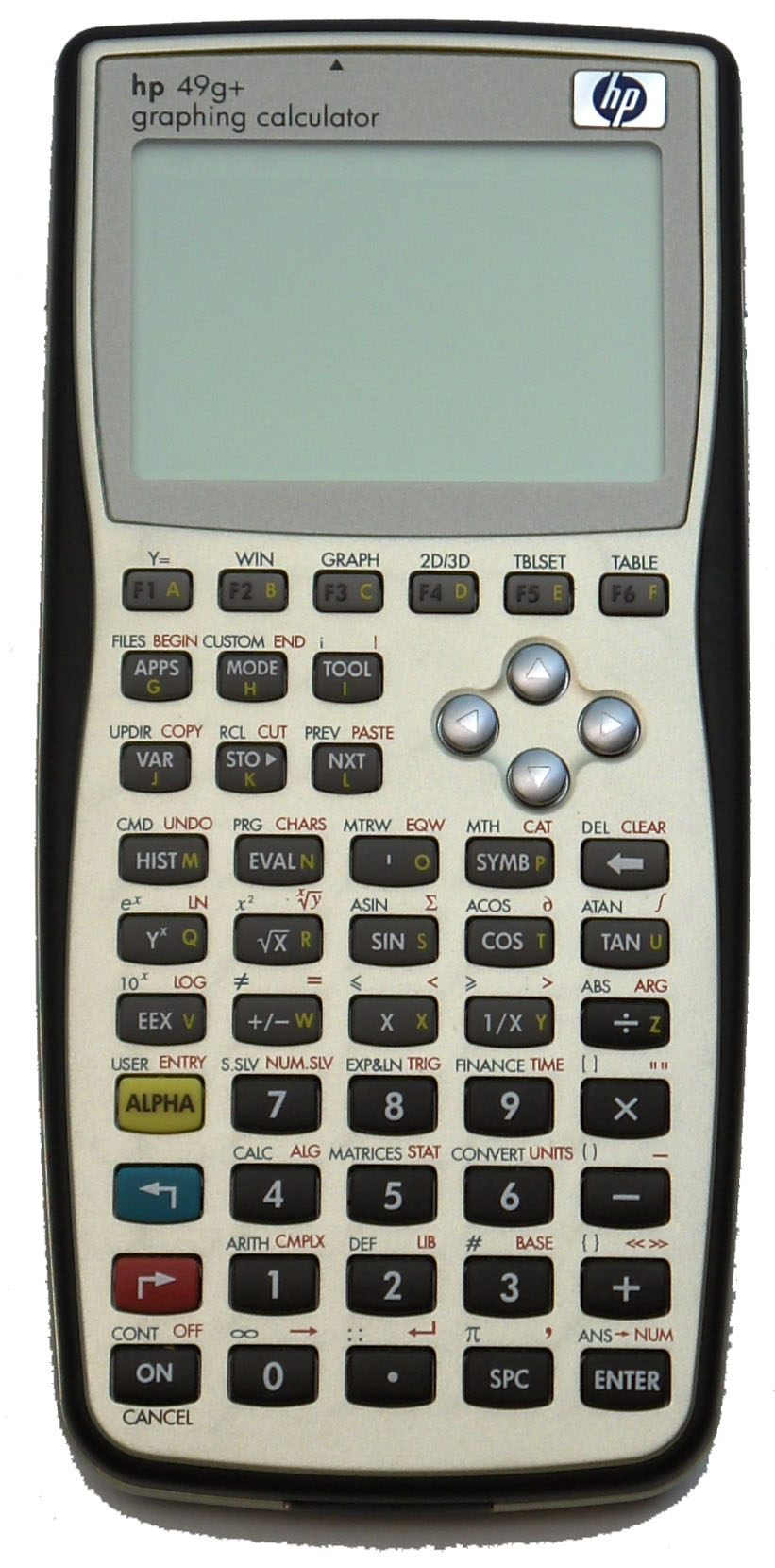
Calculadora gráfica HP 49g+

A HP49G+ é uma calculadora gráfica programável fabricada pela empresa Hewlett-Packard e lançada no mercado em agosto de 2003. É um computador numérico e simbólico compacto que facilita o cálculo e a análise matemática de problemas em uma variedade de assuntos, da matemática elementar até a engenharia avançada e disciplinas científicas.  
Para as operações simbólicas, a calculadora inclui um Sistema Algébrico de Computador (CAS) poderoso, que permite selecionar diferentes modos de operação, como por exemplo: números complexos ou reais, nos modos exato(simbólico) ou aproximado (numérico). O visor pode ser ajustado para fornecer expressões na forma de texto, que podem ser úteis em trabalhos com matrizes, vetores, frações, somatórios, derivadas e integrais. Os gráficos de alta velocidade da calculadora são muito convenientes para gerar quadros complexos em muito pouco tempo. 

## Funcionalidades
O Equation Writer é uma ferramenta poderosa que não apenas permite que você insira ou visualize uma equação, mas também permite que você modifique e trabalhe/aplique funções em toda a equação ou em parte dela.
Algumas das capacidades gráficas da calculadora são: os gráficos de funções nas coordenadas cartesianas e polares, plotagens paramétricas, gráficos de cônicas, plotagens de barra, plotagens de dispersão e plotagens rápidas em 3D.
Para isso a calculadora fornece uma porta para cartão de memória onde você poderá inserir um cartão flash SD para fazer o backup dos objetos da calculadora ou para fazer o download de objetos de outras fontes. O cartão SD na calculadora aparecerá como a porta número 3.

## Operações Matemáticas
A calculadora apresenta operações e funções relacionadas aos números reais. O usuário deve estar familiarizado com o teclado para identificar as funções disponíveis (p. ex.: SIN (seno),  COS (cosseno),  TAN (tangente), etc.). Além disso, a calculadora possui o recurso para operações com números complexos que podem ser combinados usando as quatro operações fundamentais (adição, subtração, multiplicação e divisão). O resultado segue as normas da álgebra com a ressalva de que i ^2 (i elevado ao expoente 2)= -1. As operações com números complexos são similares àquelas com números reais. 
Além de seu sistema decimal (base 10, dígitos = 0 a 9), é possível trabalhar com um sistema binário (base 2, dígitos = 0, 1), sistema octal (base 8, dígitos = 0 a 7) e sistema hexadecimal (base 16, dígitos=0 a 9, A a F), entre outros.
É possível também a exploração das matrizes, que assim como outros objetos matemáticos, podem ser adicionados e subtraídos. Elas podem ser multiplicadas por um escalar ou entre si. Uma operação importante para as aplicações em álgebra linear é o inverso de uma matriz. A transformada de Laplace de uma função f(t) produz uma função F(s) no domínio da imagem que pode ser utilizada para encontrar a solução de uma equação diferencial linear envolvendo f(t) através de métodos algébricos.
Também é possível representar soluções de equações diferenciais ordinárias (ODE) usando as funções da calculadora. Onde a equação diferencial é uma equação que envolve as derivadas da variável independente. Na maioria dos casos, procuramos a função independente que satisfaz a equação diferencial.

## Informações Técnicas
- A calculadora usa 3 baterias AAA (LR03) como alimentação principal e uma bateria de lítio CR2032 para memória de segurança;
- Processador: ARM920T (Samsung S3C2410X), 75 MHz (32 bits, 0.18 micro processador, 33 mW a 12 MHz ou 224 mW a 203 MHz);
- Performance: 3 a 7 vezes mais rápida do que a 49G;
- Display: 131 x 80 dot-matrix LCD;
- Interfaces: USB, IrDA;
- Memória: 512KB;
- Dimensões:184 x 87 x 23.5 mm.